# Pseudostixis flavifrons
Pseudostixis flavifrons là một loài bọ cánh cứng trong họ Cerambycidae.